# Liste der Biografien/Tih
Liste der Biografien |
Portal Biografien |
Personensuche
# |
A |
B |
C |
D |
E |
F |
G |
H |
I |
J |
K |
L |
M |
N |
O |
P |
Q |
R |
S |
T |
U |
V |
W |
X |
Y |
Z |
?
 
Ta |
Tc |
Te |
Tf |
Tg |
Th |
Ti |
Tj |
Tk |
Tl |
Tm |
To |
Tq |
Tr |
Ts |
Tu |
Tv |
Tw |
Tx |
Ty |
Tz
 
Tia |
Tib |
Tic |
Tid |
Tie |
Tif |
Tig |
Tih |
Tii |
Tij |
Tik |
Til |
Tim |
Tin |
Tio |
Tip |
Tiq |
Tir |
Tis |
Tit |
Tiu |
Tiv |
Tiw |
Tix |
Tiy |
Tiz
Die Liste der Biografien führt alle Personen auf, die in der deutschsprachigen Wikipedia einen Artikel haben. Dieses ist eine Teilliste mit 15 Einträgen von Personen, deren Namen mit den Buchstaben „Tih“ beginnt.

## Tih

### Tiha
- Tihanov, Galin (* 1964), bulgarisch-britischer Literaturwissenschaftler
- Tihanyi, Endre (1945–2022), ungarischer Turner
- Tihanyi, Kálmán (1897–1947), ungarischer Physiker und Erfinder
- Tihanyi, Lajos (1885–1938), ungarischer Maler
- Tihanyi, Sándor (1919–2006), ungarischer Generalmajor

### Tihe
- Tihen, John Henry (1861–1940), US-amerikanischer Geistlicher, Erzbischof von Denver

### Tihi
- Tihi, Robin (* 2002), schwedisch-finnischer Fußballspieler
- Tihić, Sulejman (1951–2014), bosnischer Politiker, Mitglied des rotierenden Staatspräsidiums von Bosnien und Herzegowina
- Tihinen, Hannu (* 1976), finnischer Fußballspieler
- Tihipko, Serhij (* 1960), ukrainischer Geschäftsmann und PolitikerSerhij Tihipko (* 1960)

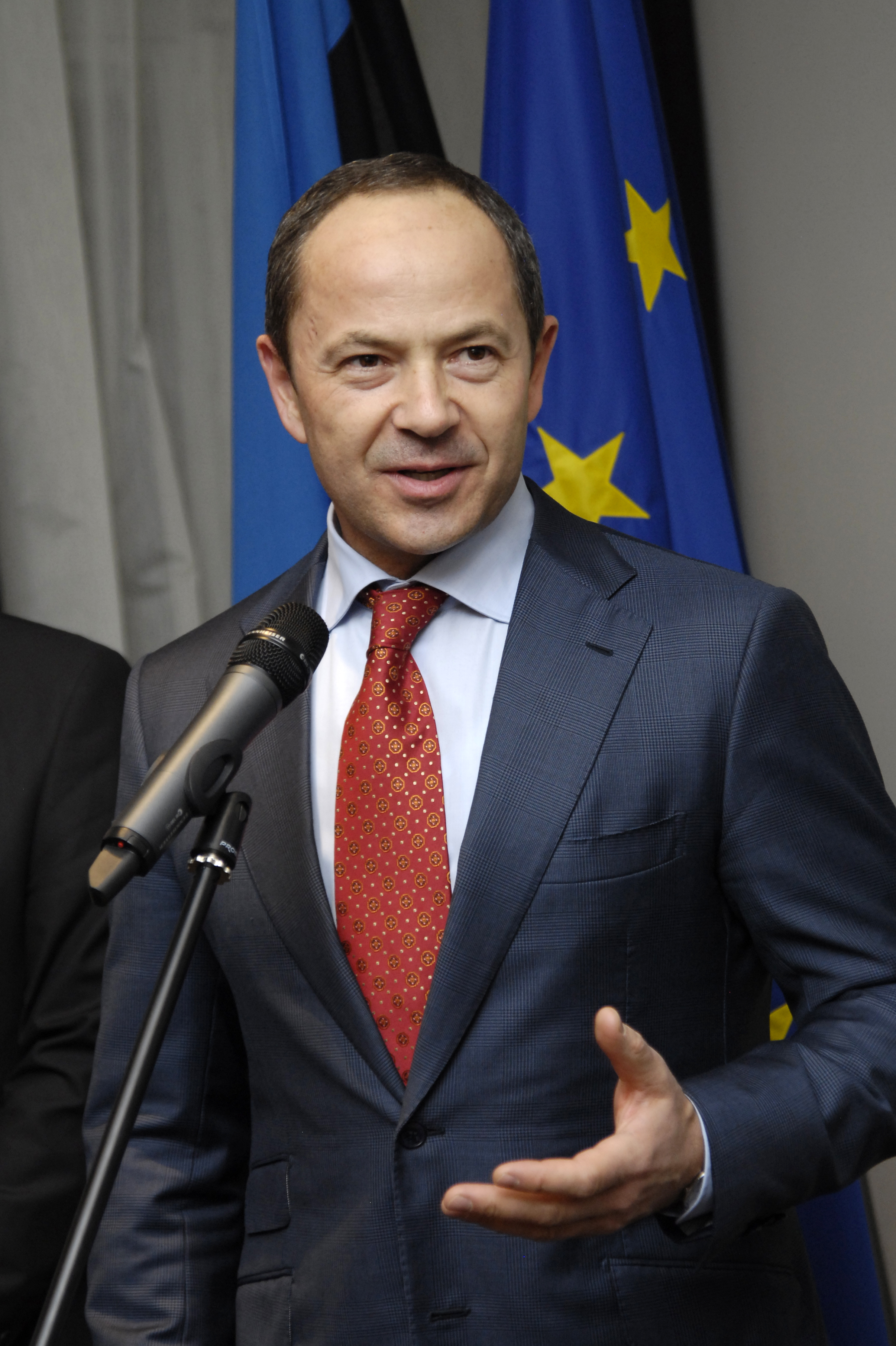
Serhij Tihipko (* 1960)

### Tiho
- Tihomir († 1040), bulgarischer Gegenkaiser und byzantinischer Rebell
- Tihomir, serbischer Großžupan über Raszien
- Tihoni, Yohann (* 1994), tahitianischer Fußballspieler
- Tihovska, Aleksandra (* 1985), lettische Volleyball- und Beachvolleyballspielerin

### Tihv
- Tihvinskis, Arnis (* 1975), lettischer Squashspieler